# بيرك هانفورد
بيرك هانفورد (بالإنجليزية: Burke Hanford)‏ هو بحار أمريكي، ولد في 5 يناير 1871 في توليدو في الولايات المتحدة، وتوفي في 11 أبريل 1928.